# オーストラリア首都特別地域首相
オーストラリア首都特別地域首相（英: Chief Minister of the Australian Capital Territory）は、オーストラリア首都特別地域の自治政府の長である。

## 一覧
| #   | 氏名                     | 政党                 | 就任           | 退任           |
| --- | ------------------------ | -------------------- | -------------- | -------------- |
| 1   | ローズマリー・フォレット | オーストラリア労働党 | 1989年5月11日  | 1989年12月5日  |
| 2   | トレヴァー・ケイン       | オーストラリア自由党 | 1989年12月5日  | 1991年6月6日   |
| (1) | ローズマリー・フォレット | オーストラリア労働党 | 1991年6月6日   | 1995年3月2日   |
| 3   | ケイト・カーネル         | オーストラリア自由党 | 1995年3月2日   | 2000年10月18日 |
| 4   | ゲイリー・ハンフリーズ   | オーストラリア自由党 | 2000年10月18日 | 2001年11月5日  |
| 5   | ジョン・スタンホープ     | オーストラリア労働党 | 2001年11月5日  | 2011年5月12日  |
| 6   | ケイティ・ギャラガー     | オーストラリア労働党 | 2011年5月16日  | 2014年12月11日 |
| 7   | アンドリュー・バー       | オーストラリア労働党 | 2014年12月11日 | 現職           |